# Hemigomphus magela
Hemigomphus magela är en trollsländeart som beskrevs av Watson 1991. Hemigomphus magela ingår i släktet Hemigomphus och familjen flodtrollsländor. IUCN kategoriserar arten globalt som sårbar. Inga underarter finns listade i Catalogue of Life.